# 姆利諾克 (奧列夫斯克區)
51°23′30″N 27°33′13″E / 51.39167°N 27.55361°E
姆利諾克（烏克蘭語：Млинок），是烏克蘭北部的村莊，隸屬日托米爾州的科羅斯滕區。該村始建於1848年，面積0.5平方公里，海拔高度170米，2001年人口129，人口密度每平方公里258人。